# Reka Iantra
Reka Iantra este o arie protejată (arie specială de conservare — SAC, sit de importanță comunitară — SCI) din Bulgaria întinsă pe o suprafață de 13.899,88 ha, integral pe uscat.

## Localizare
Centrul sitului Reka Iantra este situat la coordonatele 43°17′31″N 25°39′54″E / 43.292°N 25.665°E.

## Înființare
Situl Reka Iantra a fost declarat sit de importanță comunitară în martie 2007 pentru a proteja 51 de specii de animale. Situl a fost protejat și ca arie specială de conservare în iulie 2016.

## Biodiversitate
Situată în ecoregiunea continentală, aria protejată conține 18 habitate naturale: Stepe și mlaștini sărate panonice, Lacuri eutrofice naturale cu vegetație de tip Magnopotamion sau Hydrocharition, Cursuri de apă de la nivel de câmpie la nivel montan, cu vegetație Ranunculion fluitantis și Callitricho-Batrachion, Râuri cu maluri nămoloase cu vegetație de Chenopodion rubri p.p. și Bidention p.p., Pajiști carstice calcaroase sau bazofile, de Alysso-Sedion albi, Pajiști uscate seminaturale și facies de acoperire cu tufișuri pe substraturi calcaroase (Festuco-Brometalia) (* situri importante pentru orhidee), Pajiști stepice subpanonice, Pajiști stepice panonice pe loess, Liziere de ierburi înalte hidrofile de câmpie și de nivel montan până la alpin, Fânețe de joasă altitudine (Alopecurus pratensis, Sanguisorba officinalis), Pante stâncoase calcaroase cu vegetație casmofită, Peșteri inaccesibile publicului, Păduri aluvionare cu Alnus glutinosa și Fraxinus excelsior (Alno-Padion, Alnion incanae, Salicion albae), Păduri mixte riverane de Quercus robur, Ulmus laevis și Ulmus minor, Fraxinus excelsior sau Fraxinus angustifolia, de-a lungul marilor râuri (Ulmenion minoris), Păduri panonice cu Quercus petraea și Carpinus betulus, Păduri panonice cu Quercus pubescens, Păduri panonice-balcanice de stejar turcesc - stejar sesil, Păduri de tei argintiu moezice.
La baza desemnării sitului se află mai multe specii protejate:
- amfibieni (4): buhai de baltă cu burta roșie (Bombina bombina), izvoraș-cu-burta-galbenă (Bombina variegata), triton cu creastă dobrogean (Triturus dobrogicus), Triturus karelinii
- mamifere (17): liliac cârn (Barbastella barbastellus), lupul (Canis lupus), vidră de râu (Lutra lutra), hamster românesc (Mesocricetus newtoni), liliac cu aripi lungi (Miniopterus schreibersii), liliac cu urechi mari (Myotis bechsteinii), liliac cu urechi de șoarece (Myotis blythii), liliac cu picioare lungi (Myotis capaccinii), liliac cărămiziu (Myotis emarginatus), liliac comun (Myotis myotis), liliacul cu potcoavă a lui blasius (Rhinolophus blasii), liliacul mediteranean cu potcoavă (Rhinolophus euryale), liliacul mare cu potcoavă (Rhinolophus ferrumequinum), liliacul mic cu potcoavă (Rhinolophus hipposideros), liliacul cu potcoavă a lui méhely (Rhinolophus mehelyi), popândău (Spermophilus citellus), dihor pătat (Vormela peregusna)
- nevertebrate (9): Austropotamobius torrentium, croitorul mare al stejarului (Cerambyx cerdo), Coenagrion ornatum, rădașcă (Lucanus cervus), fluturele purpuriu (Lycaena dispar), croitorul cenușiu al stejarului (Morimus funereus), Rosalia alpina, Theodoxus transversalis, Unio crassus
- pești (17): scrumbie de dunăre (Alosa immaculata), avat (Aspius aspius), Barbus meridionalis, Cobitis elongata, zvârluga (Cobitis taenia), Eudontomyzon mariae, Gymnocephalus baloni, răspăr (Gymnocephalus schraetzer), țipar (Misgurnus fossilis), săbiță (Pelecus cultratus), boarță (Rhodeus amarus), porcușor de nisip (Romanogobio kesslerii), porcușor de vad (Romanogobio uranoscopus), porcușor de șes (Romanogobio vladykovi), dunăriță (Sabanejewia aurata), fusar (Zingel streber), pietrar (Zingel zingel)
- reptile (4): Elaphe sauromates, țestoasa de baltă (Emys orbicularis), Testudo graeca, țestoasă bănățeană (Testudo hermanni)

Pe lângă speciile protejate, pe teritoriul sitului au mai fost identificate 3 specii de plante, 5 specii de amfibieni, 7 specii de mamifere, 13 specii de nevertebrate, 14 specii de pești, 9 specii de reptile.